# The Misfits Box Set
The Misfits Box Set è una raccolta del primo periodo del gruppo punk The Misfits, uscita nel 1996.
Questo box set (che comprende le raccolte Collection I, Collection II, Legacy of Brutality, Evilive, Earth A.D., Sessions e Static Age) copre in pratica tutta la discografia dei Misfits dalla fine degli anni settanta ai primi ottanta, eccetto Walk Among Us del 1982, non inserito per problemi di diritti con la casa discografica.
La originale confezione a forma di bara, contiene un booklet con molto materiale per i fan. Oltre a una biografia completa della band redatta dall'allora roadie e fotografo Eerie Von, successivamente bassista nei Danzig, troviamo i testi completi di tutte le canzoni, una serie di fotografie della band dal vivo e non, ed una esaustiva discografia.

## Lista tracce CD 1 (Collection IeCollection II)
1. She (Danzig) - 1:22
2. Hollywood Babylon (Danzig) - 2:20
3. Horror Business (Danzig) - 2:45
4. Teenagers from Mars (Danzig) - 2:35
5. Night of the Living Dead (Danzig) - 1:57
6. Where Eagles Dare (Danzig) - 2:08
7. Vampira (Danzig) - 1:21
8. I Turned into a Martian (Danzig) - 1:44
9. Skulls (Danzig) - 1:58
10. London Dungeon (Danzig) - 2:34
11. Ghoul's Night out (Danzig) - 1:58
12. Astro Zombies (Danzig) - 2:11
13. Mommy, Can I Go out and Kill Tonight (Danzig) - 2:01
14. Die, Die My Darling (Danzig) - 3:11
15. Cough/Cool (Danzig) - 2:16
16. Children in Heat (Danzig) - 2:07
17. Horror Hotel (Danzig) - 1:27
18. Halloween (Danzig) - 1:52
19. Halloween II (Danzig) - 2:13
20. Hatebreeders (Danzig) - 2:45
21. Braineaters (Danzig) - 0:59
22. Nike a Go Go (Danzig) - 2:15
23. Devil's Whorehouse (Danzig) - 1:48
24. Mephisto Waltz (Danzig) - 1:45
25. Rat Fink (Danzig) - 1:52
26. We Bite (Danzig) - 1:15

## Lista tracce CD 2 (Legacy of Brutality,EviliveeEarth A.D.)
1. Static Age (Danzig) - 1:47
2. T.V. Casualty (Danzig) - 2:34
3. Hybrid Moments (Danzig) - 1:40
4. Spinal Remains (Danzig) - 1:24
5. Come Back (Danzig) - 5:01
6. Some Kinda Hate (Danzig) - 2:07
7. Theme for a Jackal (Danzig) - 2:38
8. Angelfuck (Danzig) - 1:36
9. Who Killed Marilyn? (Danzig) - 1:57
10. Where Eagles Dare (Danzig) - 1:59
11. She (Danzig) - 1:22
12. Halloween (Danzig) - 1:47
13. American Nightmare (Danzig) - 1:47
14. 20 Eyes (Danzig) - 1:55 (dal vivo)
15. Night of the Living Dead (Danzig) - 1:43 (dal vivo)
16. Astro Zombies (Danzig) - 2:03 (dal vivo)
17. Horror Business (Danzig) - 2:05 (dal vivo)
18. London Dungeon (Danzig) - 2:14 (dal vivo)
19. Nike a Go Go (Danzig) - 3:22 (dal vivo)
20. Hatebreeders (Danzig) - 2:39 (dal vivo)
21. Devil's Whorehouse (Danzig) - 1:40 (dal vivo)
22. All Hell Breaks Loose (Danzig) - 1:33 (dal vivo)
23. Horror Hotel (Danzig) - 1:12 (dal vivo)
24. Ghouls Night out (Danzig) - 1:42 (dal vivo)
25. We Are 138 (Danzig) - 1:26 (dal vivo)
26. Earth A.D. (Danzig) - 2:09
27. Queen Wasp (Danzig) - 1:32
28. Devilock (Danzig) - 1:26
29. Death Comes Ripping (Danzig) - 1:53
30. Green Hell (Danzig) - 1:53
31. Wolfs Blood (Danzig) - 1:13
32. Demonomania (Danzig) - 0:45
33. Bloodfeast (Danzig) - 2:29
34. Hellhound (Danzig) - 1:16

## Lista tracce CD 3 (Sessions)
1. Cough/Cool (Danzig) - 2:09
2. She (Danzig) - 1:18
3. Who Killed Marilyn? (Danzig) - 2:00
4. Where Eagles Dare (Danzig) - 2:03
5. Horror Business (Danzig) - 2:44
6. Teenager from Mars (Danzig) - 2:32
7. Children in Heat (Danzig) - 2:08
8. Night of the Living Dead (Danzig) - 2:04
9. Where Eagles Dare (Danzig) - 1:53
10. Vampira (Danzig) - 1:38
11. Violent World (Danzig) - 1:52
12. Who Killed Marilyn? (Danzig) - 1:52
13. Spook City USA (Danzig) - 2:15
14. Horror Business (Danzig) - 2:36
15. I Turned into a Martian (Danzig) - 1:51
16. Skulls (Danzig) - 1:54
17. Night of the Living Dead (Danzig) - 1:53
18. Astro Zombies (Danzig) - 2:15
19. Where Eagles Dare (Danzig) - 1:39
20. Violent World (Danzig) - 1:36
21. Halloween II (Danzig) - 2:31
22. 20 Eyes (Danzig) - 2:08
23. I Turned into a Martian (Danzig) - 2:00
24. Astro Zombies (Danzig) - 2:15
25. Vampira (Danzig) - 1:21
26. Devils Whorehouse (Danzig) - 1:47
27. NIke a Go Go (Danzig) - 2:41
28. Hatebreeders (Danzig) - 3:10
29. 20 Eyes (Danzig) - 1:48
30. Violent World (Danzig) - 1:36

## Lista tracce CD 4 (Static Age)
1. Static Age (Danzig) - 1:47
2. TV Casualty (Danzig) - 2:23
3. Some Kinda Hate (Danzig) - 2:01
4. Last Caress (Danzig) - 1:57
5. Return of the Fly (Danzig) - 1:36
6. Hybrid Moments (Danzig) - 1:42
7. We Are 138 (Danzig) - 1:41
8. Teenagers from Mars (Danzig) - 2:50
9. Come Back (Danzig) - 5:00
10. Angelfuck (Danzig) - 1:37
11. Hollywood Babylon (Danzig) - 2:20
12. Attitude (Danzig) - 1:30
13. Bullet (Danzig) - 1:37
14. Theme for a Jackal (Danzig) - 2:40